# Juan Ignacio Chela

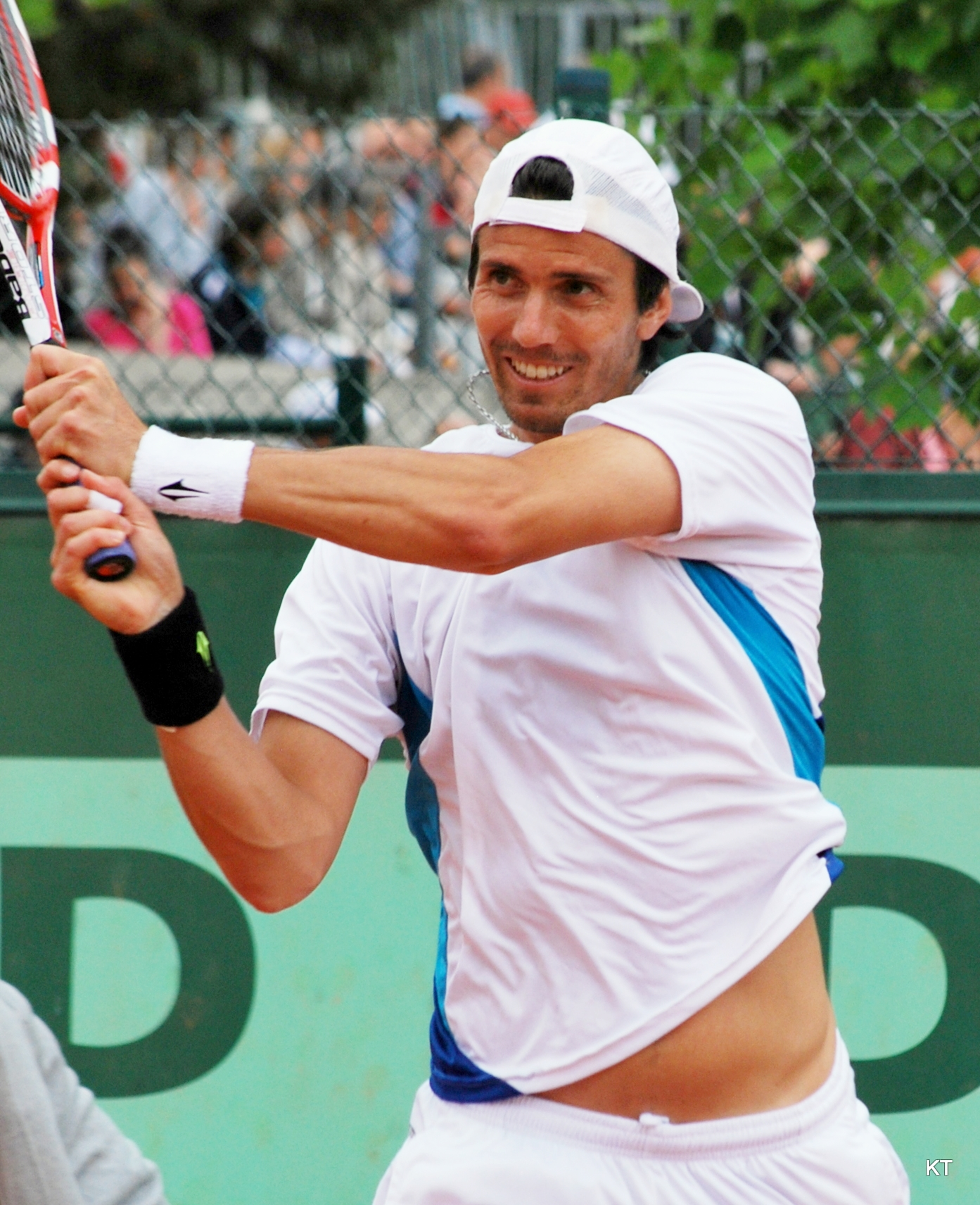
Juan Ignacio Chela 2012

Juan Ignacio Chela (Ciudad Evita, Buenos Aires, Argentina, 30 d'agost de 1979) és un exjugador professional de tennis argentí conegut amb els malnoms de «El Flaco» i «Liliano».
En el seu palmarès consten quatre títols del circuit ATP i abastà la seua millor posició en el rànquing a l'arribar al 15è lloc de l'escalafó mundial. En dobles aconseguí tres títols que li van permetre arribar al 32è lloc del rànquing. Va formar part de l'equip argentí de Copa Davis en diverses ocasions. Va estar tres mesos suspès del circuit professional l'any 2001 a causa d'un cas positiu de dopatge.
Després de la seva retirada va exercir com entrenador del seu compatriota Diego Schwartzman.

## Biografia
Fill de Felisa i Pedro Emi, té una germana més gran anomenada Eugenia. Va començar a jugar a tennis amb sis anys seguint els passos de la seva germana.
Es va casar amb Veronica Luz Alonso l'any 2008, pocs dies abans de la disputa de la final de la Copa Davis 2008, en la qual no va estar convocat però si alguns dels seus compatriotes que van assistir a la boda com a convidats.

## Palmarès

### Individual: 12 (6−6)
| Llegenda                          |
| --------------------------------- |
| Grand Slams (0−0)                 |
| ATP Finals (0−0)                  |
| ATP World Tour Masters 1000 (0−0) |
| ATP World Tour 500 (2−2)          |
| ATP World Tour 250 (4−4)          |

| Títols per superfície |
| --------------------- |
| Dura (0−2)            |
| Gespa (0−0)           |
| Terra batuda (6−4)    |

| Resultat  | Núm. | Data                 | Torneig                   | Superfície   | Oponent             | Marcador         |
| --------- | ---- | -------------------- | ------------------------- | ------------ | ------------------- | ---------------- |
| Guanyador | 1.   | 21 de febrer de 2000 | Ciutat de Mèxic, Mèxic    | Terra batuda | Mariano Puerta      | 6−4, 7−6(4)      |
| Finalista | 1.   | 28 de gener de 2001  | Bogotà, Colòmbia          | Terra batuda | Fernando Vicente    | 4−6, 6−7(6)      |
| Finalista | 2.   | 13 de gener de 2002  | Sydney, Austràlia         | Dura         | Roger Federer       | 3−6, 3−6         |
| Guanyador | 2.   | 15 de juliol de 2002 | Amersfoort, Països Baixos | Terra batuda | Albert Costa        | 6−1, 7−6(4)      |
| Finalista | 3.   | 25 d'agost de 2002   | Long Island, Estats Units | Dura         | Paradorn Srichaphan | 7−5, 2−6, 2−6    |
| Guanyador | 3.   | 12 d'abril de 2004   | Estoril, Portugal         | Terra batuda | Marat Safin         | 6−7(2), 6−3, 6−3 |
| Finalista | 4.   | 5 de març de 2006    | Acapulco, Mèxic           | Terra batuda | Luis Horna          | 6−7(6), 4−6      |
| Finalista | 5.   | 24 de juliol de 2006 | Kitzbühel, Àustria        | Terra batuda | Agustín Calleri     | 6−7(9), 2−6, 3−6 |
| Guanyador | 4.   | 26 de febrer de 2007 | Acapulco                  | Terra batuda | Carles Moyà         | 6−3, 7−6(2)      |
| Guanyador | 5.   | 11 d'abril de 2010   | Houston, Estats Units     | Terra batuda | Sam Querrey         | 5−7, 6−4, 6−3    |

### Dobles masculins: 6 (3−3)
| Llegenda                          |
| --------------------------------- |
| Grand Slams (0−0)                 |
| ATP Finals (0−0)                  |
| ATP World Tour Masters 1000 (0−1) |
| ATP World Tour 500 (0−1)          |
| ATP World Tour 250 (3−1)          |

| Títols per superfície |
| --------------------- |
| Dura (0−0)            |
| Gespa (0−0)           |
| Terra batuda (3−3)    |

| Resultat  | Núm. | Data                   | Torneig            | Superfície   | Parella       | Oponents                           | Marcador          |
| --------- | ---- | ---------------------- | ------------------ | ------------ | ------------- | ---------------------------------- | ----------------- |
| Guanyador | 1.   | 15 de febrer de 2004   | Viña del Mar, Xile | Terra batuda | Gastón Gaudio | Nicolás Lapentti Martín Rodríguez  | 7−6(2), 7−6(3)    |
| Finalista | 1.   | 7 de març de 2004      | Acapulco, Mèxic    | Terra batuda | Nicolás Massú | Bob Bryan Mike Bryan               | 2−6, 3−6          |
| Guanyador | 2.   | 18 de febrer de 2004   | Estoril, Portugal  | Terra batuda | Gastón Gaudio | František Čermák Leoš Friedl       | 6−2, 6−1          |
| Finalista | 2.   | 1 de maig de 2005      | Estoril            | Terra batuda | Tommy Robredo | František Čermák Leoš Friedl       | 3−6, 4−6          |
| Guanyador | 3.   | 25 de setembre de 2005 | Bucarest, Romania  | Terra batuda | Łukasz Kubot  | Marcel Granollers Santiago Ventura | 6−2, 5−7, [13−11] |
| Finalista | 3.   | 17 d'abril de 2011     | Montecarlo, Mònaco | Terra batuda | Bruno Soares  | Bob Bryan Mike Bryan               | 3−6, 2−6          |

### Equips: 1 (0−1)
| Resultat  | Núm. | Data                      | Torneig                    | Superfície  | Equip                                         | Oponents                                                    | Marcador |
| --------- | ---- | ------------------------- | -------------------------- | ----------- | --------------------------------------------- | ----------------------------------------------------------- | -------- |
| Finalista | 1.   | 1 − 3 de desembre de 2006 | Copa Davis, Moscou, Rússia | Moqueta (i) | José Acasuso Agustín Calleri David Nalbandian | Nikolai Davidenko Mikhaïl Iujni Marat Safin Dmitry Tursunov | 2−3      |

## Trajectòria

### Individual
| Open d'Austràlia | A   | A     | 3R          | 2R          | 2R          | 2R    | 3R          | 4R          | 3R          | 1R    | A           | 1R          | 1R          | 3R   | 0 / 11    | 14 – 11   |
| Roland Garros | A   | 2R    | A           | 1R          | 3R          | QF    | 2R          | 1R          | 2R          | 2R    | 1R          | 2R          | QF          | 1R   | 0 / 12    | 15 – 12   |
| Wimbledon | A   | 1R    | A           | 1R          | 2R          | 2R    | A           | 1R          | 2R          | A     | A           | 1R          | 2R          | 1R   | 0 / 9     | 4 – 9     |
| US Open | A   | 1R    | A           | 4R          | 3R          | 1R    | 1R          | 1R          | QF          | A     | 2R          | 2R          | 3R          | A    | 0 / 10    | 13 – 10   |
| Jocs Olímpics | NC  | 2R    | No celebrat | No celebrat | No celebrat | 1R    | No celebrat | No celebrat | No celebrat | A     | No celebrat | No celebrat | No celebrat | A    | 0 / 2     | 1 – 2     |
| Total Victòries−Derrotes                                                                                                   | 0−3 | 14−18 | 10−10       | 46−29       | 36−27       | 35−26 | 28−26       | 29−27       | 40−25       | 14−12 | 11−14       | 28−24       | 29−24       | 6−12 | 326 − 277 | 326 − 277 |
| Rànquing a final d'any | 124 | 63    | 70          | 23          | 38          | 26    | 39          | 33          | 20          | 140   | 73          | 38          | 29          | 176  |           |           |
| Llegenda: G: Guanyador; F: Finalista; SF: Semifinalista; QF: Quarts de final; Q: Qualificació; A: Absent; RR: Round Robin; |     |       |             |             |             |       |             |             |             |       |             |             |             |      |           |           |

### Dobles masculins
| Open d'Austràlia | A   | A           | A           | 2R          | 3R    | 2R          | 3R          | A           | A   | A           | 1R          | 1R          | 2R  | 0 / 7     | 7 – 7     |
| Roland Garros | A   | A           | A           | 2R          | 3R    | 2R          | 1R          | A           | 3R  | 1R          | 1R          | 1R          | 2R  | 0 / 9     | 7 – 9     |
| Wimbledon | A   | A           | A           | 2R          | 1R    | A           | A           | A           | A   | A           | SF          | 3R          | A   | 0 / 4     | 7 – 4     |
| US Open | A   | A           | A           | 1R          | 1R    | 1R          | 2R          | A           | A   | 3R          | 2R          | 2R          | A   | 0 / 7     | 5 – 7     |
| Jocs Olímpics | 1R  | No celebrat | No celebrat | No celebrat | 1R    | No celebrat | No celebrat | No celebrat | A   | No celebrat | No celebrat | No celebrat | A   | 0 / 2     | 0 – 2     |
| Total Victòries−Derrotes                                                                                                   | 0−1 | 0−0         | 3−3         | 9−14        | 21−19 | 13−18       | 11−10       | 4−10        | 4−5 | 3−4         | 15−13       | 18−21       | 8−6 | 109 − 124 | 109 − 124 |
| Rànquing a final d'any | 490 | 779         | 260         | 112         | 41    | 87          | 86          | 291         | 251 | 203         | 52          | 49          | 113 |           |           |
| Llegenda: G: Guanyador; F: Finalista; SF: Semifinalista; QF: Quarts de final; Q: Qualificació; A: Absent; RR: Round Robin; |     |             |             |             |       |             |             |             |     |             |             |             |     |           |           |